# Gamsjochgroep

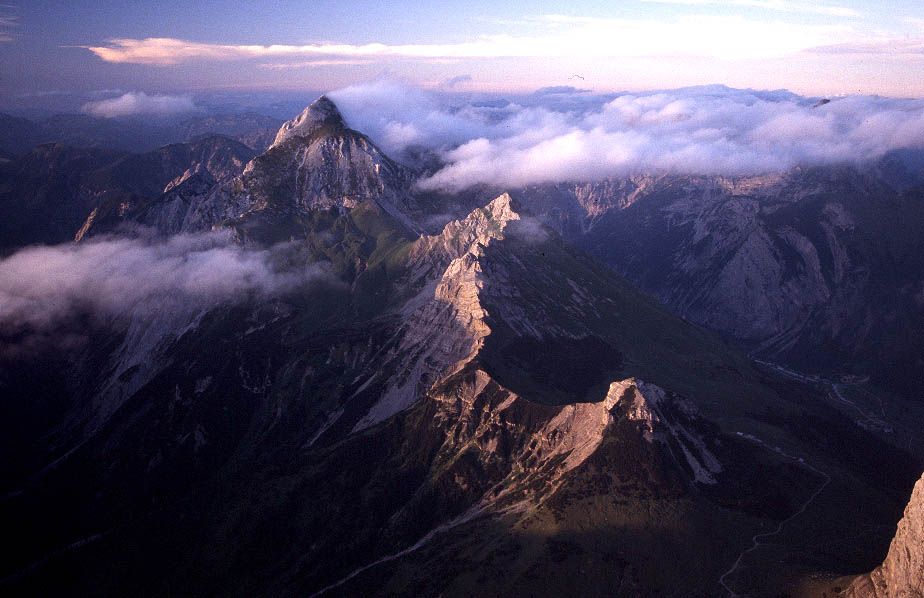
De Gamsjochgroep vanuit het zuiden

De Gamsjochgroep is een bergketen in de Karwendel in de Oostenrijkse deelstaat Tirol gelegen rondom de top van de Gamsjoch. 
De bergketen is in het zuiden via de 1794 meter hoge pas Hohljoch verbonden met de Hinterautal-Vomper-keten, de hoofdketen van het Karwendelgebergte. De Gamsjochgroep wordt in westen door het Ladirerer Tal gescheiden van de Falkengroep. In het oosten ligt de Sonnjochgroep, de Rißbach vormt de noordelijke grens.
De Gamsjoch, waaraan de bergketen haar naam dankt, is de enige bergtop die geregeld wordt beklommen. De overige bergtoppen zijn voor zowel wandelaars als skiërs van mindere betekenis.

## Bergtoppen
Van noord naar zuid:
- Unterer Roßkopf (1814 meter)
- Roßkopfspitze (2015 meter)
- Ruederkarspitze (2240 meter)
- Gamsjoch (2452 meter)
- Gumpenspitze (2176 meter)
- Teufelskopf (1978 meter)